# Тропеани (Авелино)
Тропеани је насеље у Италији у округу Авелино, региону Кампанија.
Према процени из 2011. у насељу је живело 210 становника. Насеље се налази на надморској висини од 484 м.